# رينيير جيسوس
رينيير جيسوس كارفاليو (بالبرتغالية: Reinier Jesus Carvalho؛ مواليد 19 يناير 2002) والمعروف باسم رينيير. هو لاعب كرة قدم برازيلي يلعب حاليًا مع أتلتيكو مينيرو كلاعب خط وسط مهاجم.

## مسيرته الكروية

### بدايته المبكرة
ولد راينر في برازيليا، وهو ابن لاعب كرة الصالات السابق ماورو برازيليا، وانضم إلى أكاديمية فاسكو دا جاما للشباب في عام 2011. انتقل إلى أكاديميات بوتافاغو وفلومينينسي قبل انضمامه إلى فلامنغو.

### فلامنغو
لعب راينير أول مباراة مع نادي فلامنغو في 31 يوليو 2019 في مباراة الإياب من كأس ليبرتادوريس ضد إيميليك على استاد ماراكانا وفاز فلامنغو 2–0  ولعب لأول مرة في الدوري ضد نادي باهيا في 4 أغسطس.
في 9 نوفمبر 2019، مدد راينير عقده مع فلامنجو حتى 31 أكتوبر 2024 مع بوجود شرط جزائي قيمته 35 مليون يورو.

### ريال مدريد
في 20 يناير 2020، أعلن نادي ريال مدريد عن ضم راينير حتى يونيو من عام 2026. بلغت رسوم الانتقال حسب الشائعات 30 مليون يورو. في 7 مارس 2020، سجل هدفه الأول مع كاستيا ضد كوروتشو.

#### بوروسيا دورتموند (إعارة)
في 19 أغسطس 2020، أعلن ريال مدريد أنه سيتم إعارة رينير إلى بوروسيا دورتموند حتى 30 يونيو 2022.

## مسيرته الدولية
تم استدعاء راينر إلى بطولة أمريكا الجنوبية لأقل من 15 سنة 2017 لتمثيل المنتخب البرازيلي. لعب ضد الإكوادور وفنزويلا وسجل في كلتا المباراتين.
في 7 مارس 2018، استدعى باولو فيكتور جوميز المدير الفني للبرازيل تحت 17 سنة راينير للمشاركة في بطولة مونتايجو في فرنسا. ولعب أيضًا في بطولة أمريكا الجنوبية لأقل من 17 عام 2019 في بيرو ولعب جميع مباريات المجموعات الأربع، وسجل ثلاثة أهداف.

## الإحصائيات

### النادي
آخر تحديث 19 أغسطس 2020.
| النادي                   | الموسم   | الدوري                            | الدوري | الدوري  | الكأس  | الكأس   | قاري   | قاري    | أخرى   | أخرى    | المجموع | المجموع |
| النادي                   | الموسم   | الدرجة                            | الظهور | الأهداف | الظهور | الأهداف | الظهور | الأهداف | الظهور | الأهداف | الظهور  | الأهداف |
| ------------------------ | -------- | --------------------------------- | ------ | ------- | ------ | ------- | ------ | ------- | ------ | ------- | ------- | ------- |
| فلامنغو                  | 2019     | الدوري البرازيلي                  | 14     | 6       | 0      | 0       | 1      | 0       | 0      | 0       | 15      | 6       |
| ريال مدريد ب             | 2019–20  | الدوري الإسباني الدرجة الثانية بي | 3      | 2       | —      | —       | —      | —       | —      | —       | 3       | 2       |
| ريال مدريد               | 2019–20  | الدوري الإسباني                   | 0      | 0       | 0      | 0       | 0      | 0       | 0      | 0       | 0       | 0       |
| بوروسيا دورتموند (إعارة) | 2020–21  | الدوري الألماني                   | 0      | 0       | 0      | 0       | 0      | 0       | 0      | 0       | 0       | 0       |
| الإجمالي                 | الإجمالي | الإجمالي                          | 17     | 8       | 0      | 0       | 1      | 0       | 0      | 0       | 18      | 8       |

1. ↑  المباراة في كوبا ليبرتادوريس

## الإنجازات
فلامنغو
- الدوري البرازيلي الدرجة الأولى: 2019
- كأس ليبرتادوريس: 2019[15]

## وصلات خارجية
- رينيير جيسوس على موقع الاتحاد الأوربي (الإنجليزية)
- رينيير جيسوس على موقع إي إس بي إن إف سي (الإنجليزية)
- رينيير جيسوس على موقع قاعدة بيانات كرة القدم.إي يو (الإنجليزية)
- رينيير جيسوس على موقع ليكيب (الفرنسية)
- رينيير جيسوس على موقع Soccerbase.com (لاعب) (الإنجليزية)
- رينيير جيسوس على موقع Soccerway.com (الإنجليزية)
- رينيير جيسوس على موقع عالم كرة القدم.نت (الإنجليزية)
- رينيير جيسوس على موقع اللجنة الأولمبية الدولية (الإنجليزية)
- رينيير جيسوس على موقع أوليمبيديا (الإنجليزية)
- رينيير جيسوس على موقع AS.com (الإسبانية)